# 帆船運動
帆船運動，是驾驶风力载具在水上竞技的体育运动的统称，亦称帆船帆板運動。驾驶的风力载具包括帆船、風浪板、风筝板等，具体又分为上百种型号。选手需要操控缭绳、舵、稳向板等部件，并调整身体位置以改变船的整体重心，来控制船的速度、方向、状态。比赛形式多样，以竞速为主，包括群发赛、对抗赛、队赛、离岸赛等。帆船运动的最高管理机构为世界帆船联合会。帆船运动的三大赛事为奥运会帆船比赛（群发赛）、美洲杯帆船赛（对抗赛）、世界环球帆船赛（离岸赛）。

## 历史

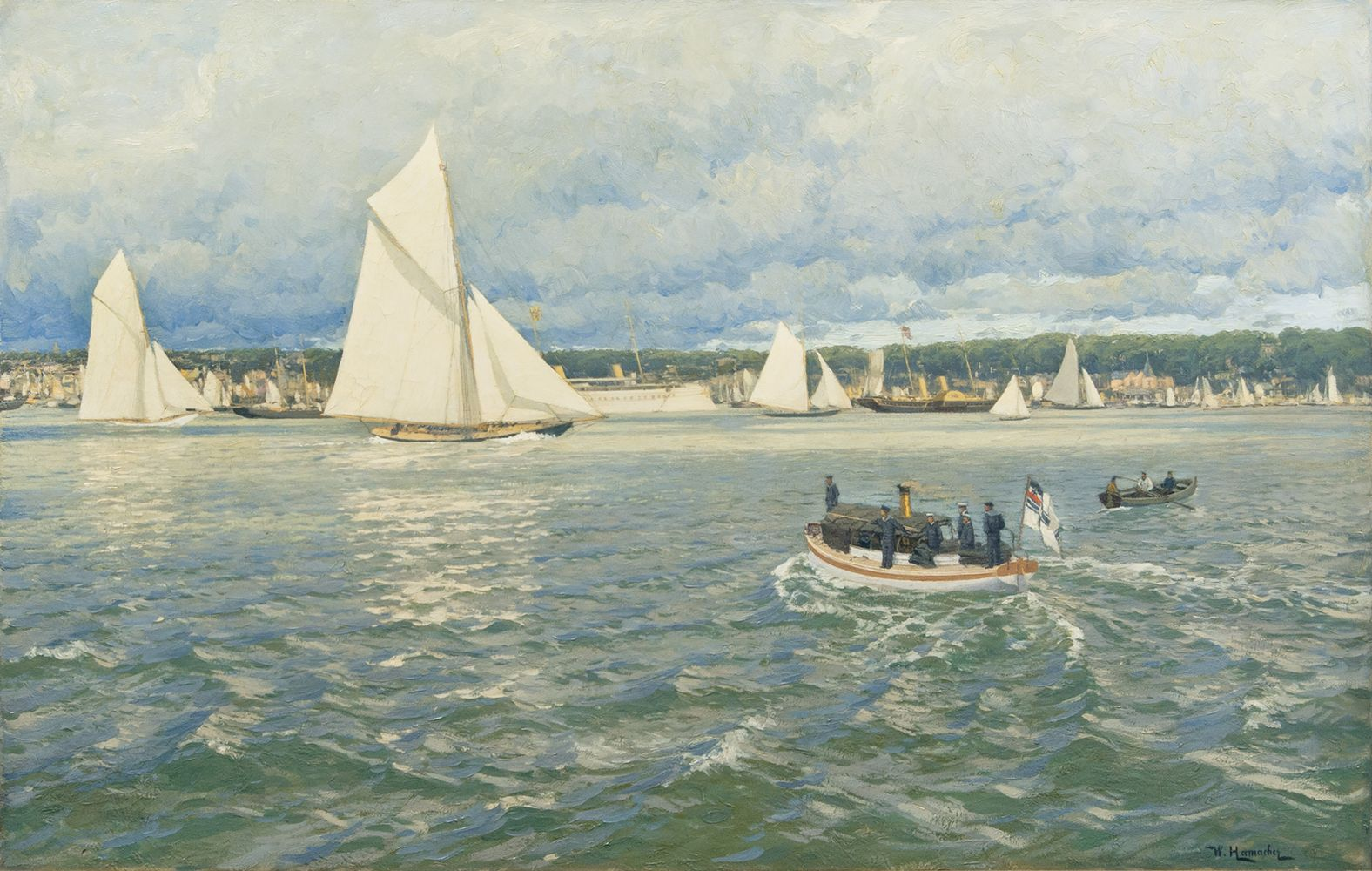
1894年的考斯週帆船赛

人类制造和乘坐帆船的历史非常悠久，不过多数是作为交通工具和游乐设施。在17世纪的荷兰，帆船航行相当兴盛，也不时举行竞速比赛。查理二世曾流亡荷兰，复辟后将帆船文化带到英国，不仅坐船享乐，还跟约克公爵进行过一场从格林尼治到格雷夫森德、再返回格林尼治的比赛。查理二世对帆船的热情，使得这项运动的地位得到提升。至18、19世纪，有赖于工业革命，越来越多英国人拥有自己的帆船，于是出现大量帆船俱乐部，其他发达国家也纷纷效仿。这些俱乐部的活动既包括休闲娱乐、游行展示，也有竞速比赛，如始于1826年的考斯週，始于1851年的美洲杯。
帆船竞速比赛的一个难点在于，如何判断一艘船取胜靠的是水手的能力，还是船只的性能。19世纪后半叶，人们发明了一些与船长、船宽、排水量有关的计算公式，给予慢船一些时间“补贴”，让性能不同的船只可以同台竞技。这导致的一个后果是，人们会寻找公式的漏洞，设计一些造型怪异的船只，只追求速度而放弃舒适性，甚至有安全性问题。另一个难点是，如何将比赛内容聚焦于操控船的能力，而不是去冲撞他人的船只，乃至用斧頭斩断对手的缭绳。

奥运会帆船比赛采用标准化线路，围绕浮标航行，不同于过去以固有标志物为目标

帆船于1900年成为奥林匹克运动会的比赛项目，促使帆船运动逐渐正规化。1906年，国际帆船竞速联合会（世界帆船联合会的前身）成立，设立国际统一规则。在船型方面，确定一些级别，为每个级别制订理想的规格，对偏离规格的船只严加惩罚，对符合规格的船只进行质量检验。在行船方面，统一了比赛规则，尤其是避让规则，即两船可能发生碰撞时，谁拥有航行权，谁需要避让。比赛线路也渐趋标准化，不再是从某座桥到某座桥，而是用可移动的浮标作为标志，使得在全世界任何地方比赛的线路都大致相同。
奥运会也促进了帆船运动的普及。越来越多的船主开始学习操控帆船，而不像过去那样只是乘客，而把操船的工作交由专业水手来完成。与此相适应的是，1920年以来，小型、便宜、一两个人操控的小艇逐渐兴起，取代昂贵的大型船只。传统的公开组别，也在奥委会的要求下，演变为男子组和女子组。

## 船型级别

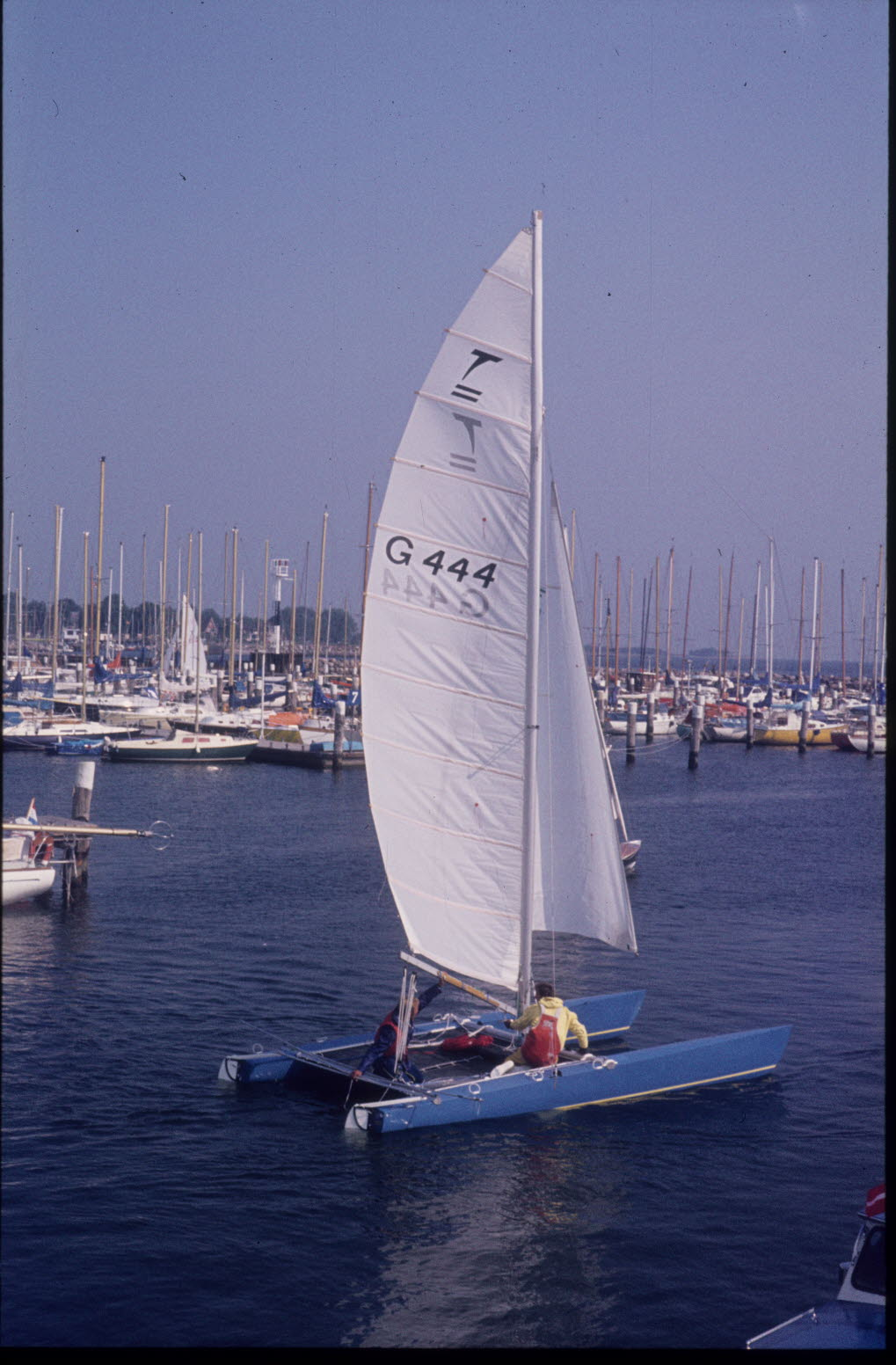
双体船，托纳多级

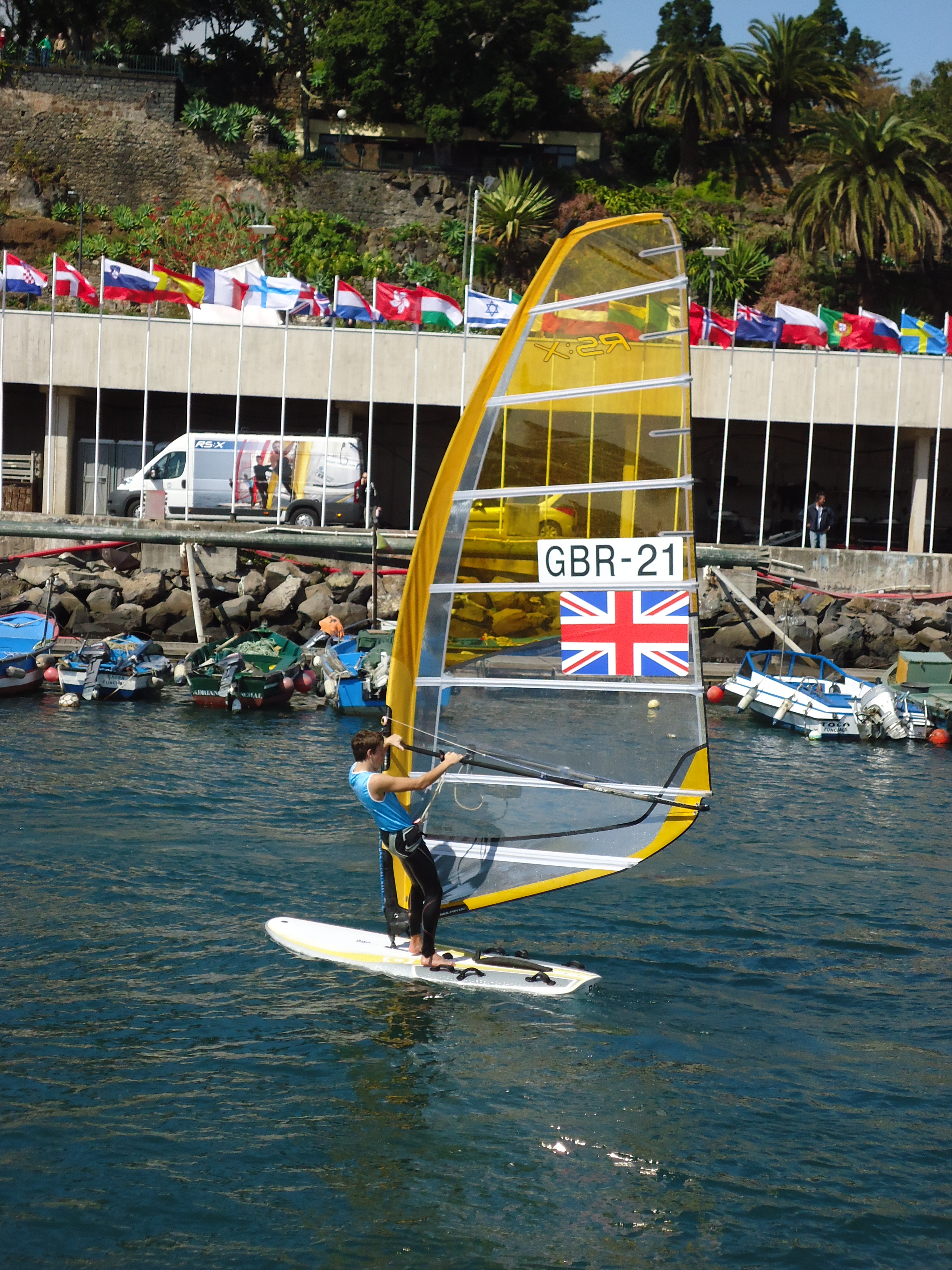
风浪板，RS-X级

世界帆船联合会将帆船运动所使用的载具分成几个类别：
- 单体船，只有一个船体的帆船。
  - 稳向板船，采用稳向板（英语：Centreboard）的单体船，体积较小，较为灵活。
  - 龙骨船，采用固定龙骨的单体船，体积较大，较为稳固。
- 多体船（英语：Multihull），有不止一个船体的帆船。
- 風浪板，风帆与衝浪板的结合。
- 风筝板，风筝与冲浪板的结合。
- 风翼板，风翼与冲浪板的结合。

每一类别又可以分为不同的级别，在长度、宽度、排水量、风帆等方面存在差异。以2024年奥运会帆船比赛为例：
| 单体船 稳向板船 | 男子单人          | 爱尔卡7级（英语：Laser Standard）      | 只有主帆                               |
| 单体船 稳向板船 | 女子单人          | 爱尔卡6级（英语：Laser Radial）      | 只有主帆                               |
| 单体船 稳向板船 | 男子双人          | 49er级（英语：49er (dinghy)）         | 有主帆、前帆、球帆 |
| 单体船 稳向板船 | 女子双人          | 49erFX级（英语：49erFX (dinghy)）       | 有主帆、前帆、球帆 |
| 单体船 稳向板船 | 混合双人          | 470级（英语：470 (dinghy)）          | 有主帆、前帆、球帆 |
| 双体船          | 混合双人          | 诺卡拉17级（英语：Nacra 17）     | 有主帆、前帆、球帆 |
| 风浪板          | 男子单人 女子单人 | iQFoil级       | iQFoil级                     |
| 风筝板          | 男子单人 女子单人 | Formula Kite级 | Formula Kite级               |
世界帆船联合会认可的级别有上百种之多。常见的赛制为单一设计级别，即参加同一项目的运动员需驾驶同一级别、设计一致、甚至同一厂家生产的船只。与之相对的是让分赛，允许不同级别的船只一起参加，计算成绩时会根据船只的性能加以校正。在这两种典型的赛制之间，还存在一些变体，例如12米级比赛，要求船的尺寸参数符合一定的公式，在公式范围内可以自由设计。

## 比赛形式

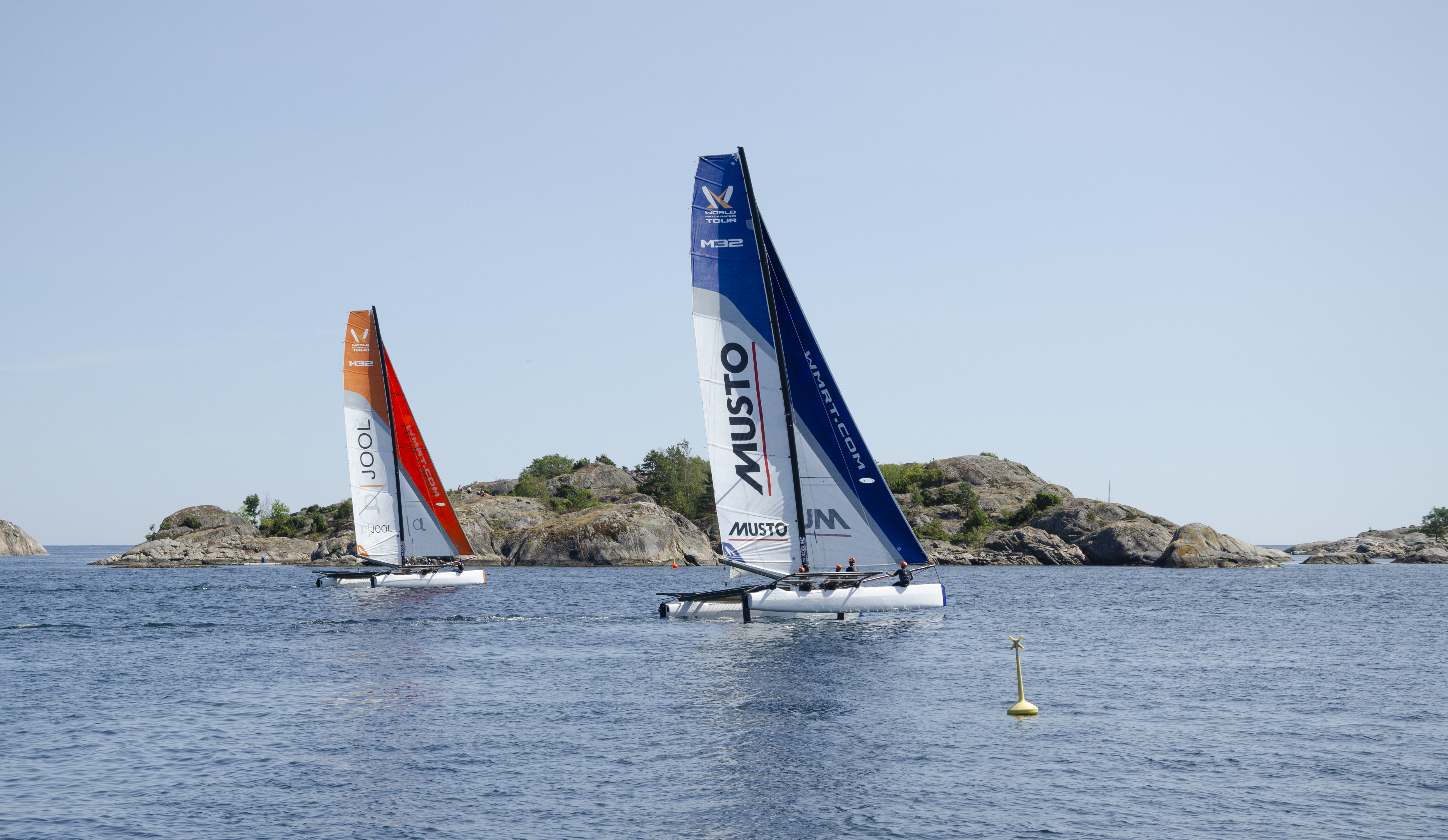
帆船竞速比赛

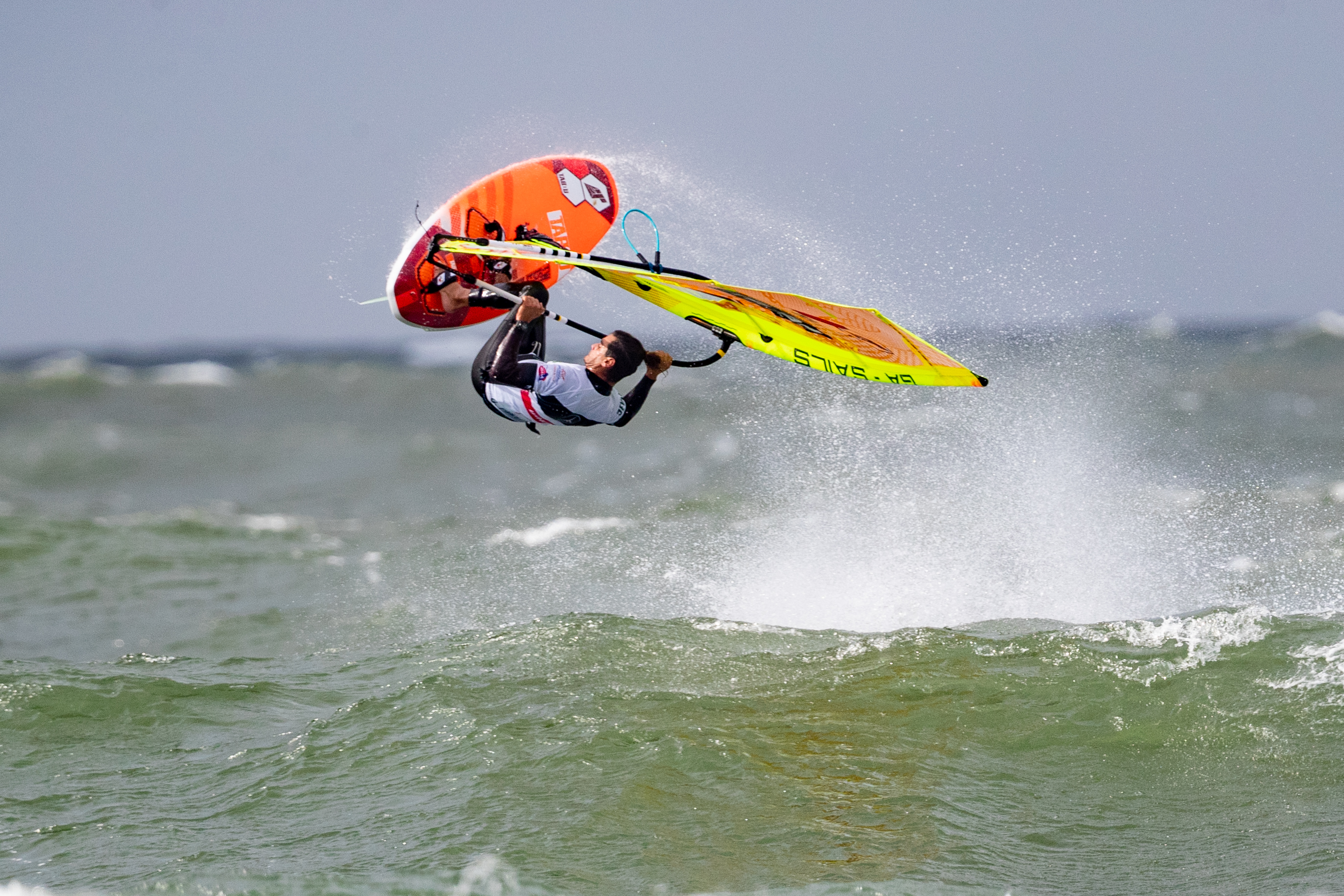
风浪板技巧比赛

### 竞速赛
竞速赛是比较谁用最短的时间行驶完规定路程的比赛，是帆船运动主要的比赛形式。
在海岸或湖岸附近开展的比赛，称为场地赛。路线通常是在几组浮标之间往返，包括两个迎风航段和两个顺风航段。如果犯规，例如未按规定避让其他船，或用额外的身体运动来推进船，则可以原地转圈自罚解脱，每一圈必须包含一次迎风换舷和一次顺风换舷。现行的避让规则可以简化为四条：相对舷相遇，左舷船（横杆在右）让右舷船（横杆在左）；同舷并排，上风船让下风船；同舷不并排，后船让前船；绕标时，外侧船让内侧船。若不做解脱，则可能被罚取消资格（DSQ）。场地赛又分为三种形式：群发赛，多艘船同时出发；对抗赛，只有两艘船参加，较常采用逼迫对手犯规的战术；队赛，每队各派几艘船参加，同一队伍的名次相加得到总名次。比赛通常不止一轮，将每一轮的名次相加，总和越低，总排名越高。
船只距离海岸较远的比赛，称为离岸赛。驶离海岸超过800海里，则称为远洋赛。

### 技巧赛
技巧赛指的是运动员做出复杂的动作，根据难度和动作质量得分，与体操、跳水等项目类似。技巧赛多见于風浪板、风筝板、风翼板等板上项目。

## 重大赛事

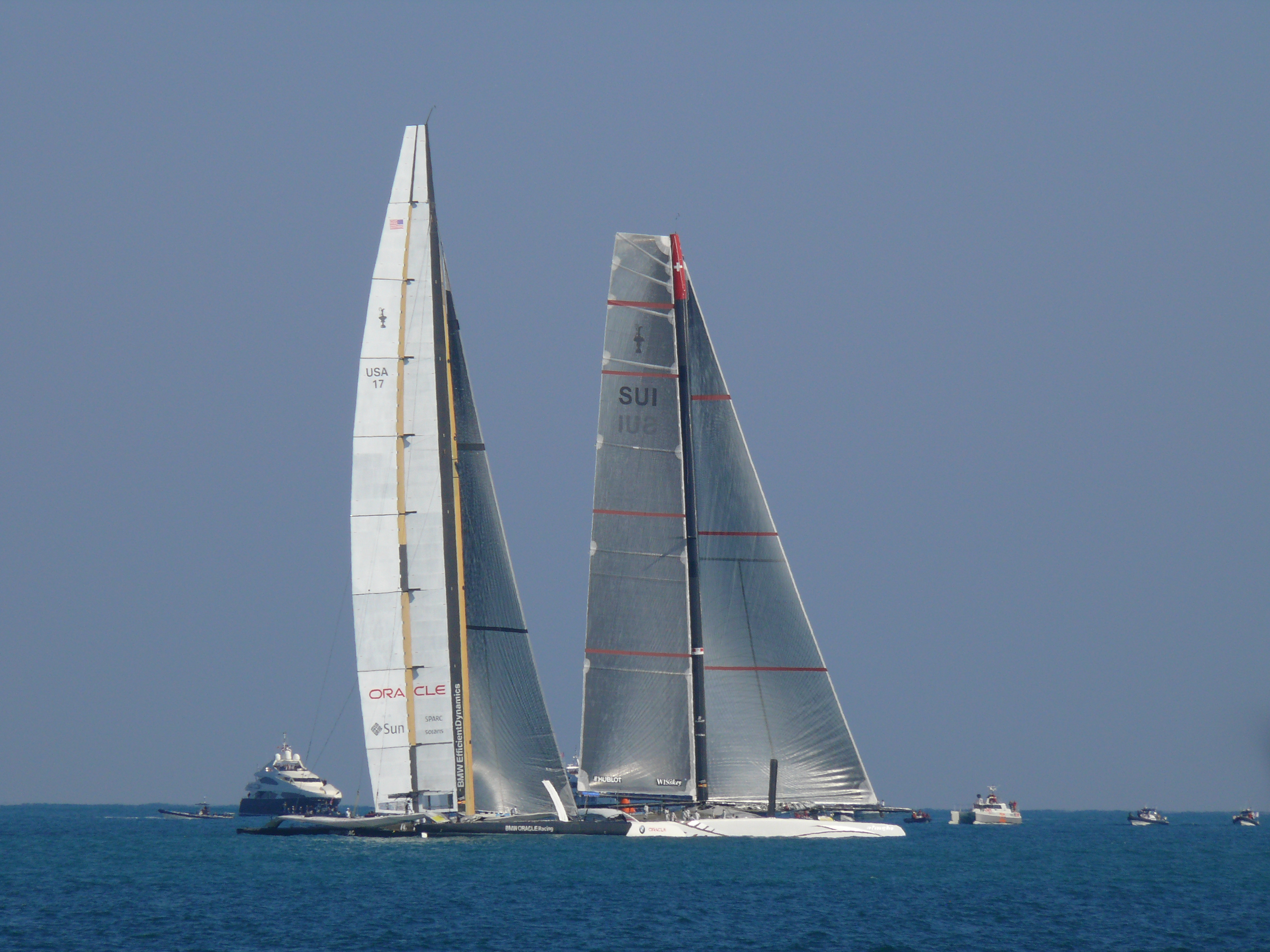
美洲杯帆船赛

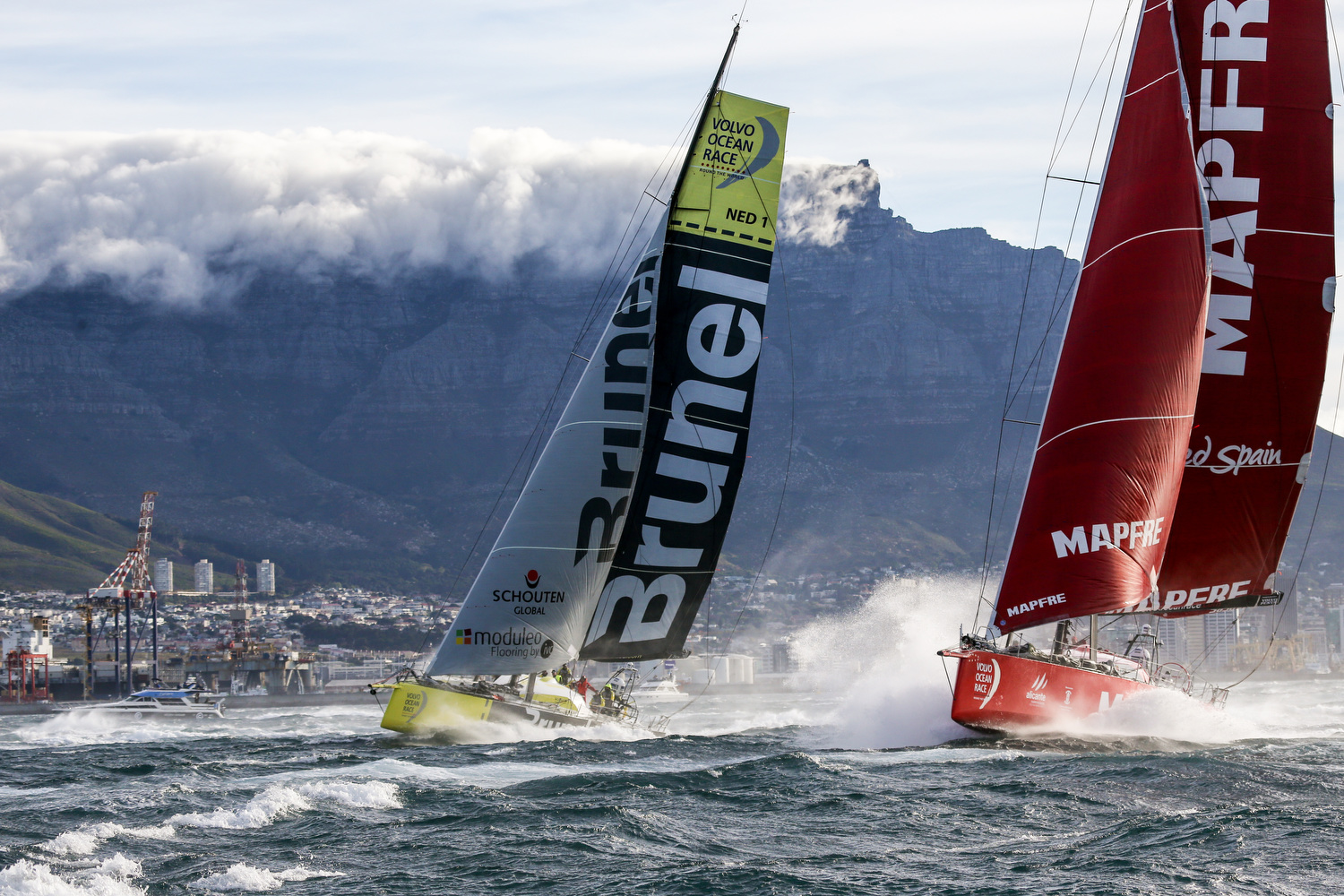
世界环球帆船赛

奥运会帆船比赛、美洲杯帆船赛、世界环球帆船赛被认为是帆船运动的三大赛事。帆船于1900年进入奥运会，1908年以来每届奥运会都举行，当前赛制为单一设计级别的单人或双人群发赛，有帆船和帆板项目。美洲杯的历史可追溯至1851年，是对抗赛中的最高荣誉，一般三到四年举办一次，每次只有两艘船可以参加，每船有十余名水手，船型允许一定的设计自由。世界环球帆船赛是世界最大的多人帆船远洋赛，一般三到四年举办一次，由多个赛段组成，船型同样允许一定程度的自主设计。另外，世界帆联还举办世界帆船锦标赛，四年一届，项目与奥运会一致，参赛选手更多，还包括残疾人运动员组别的项目。
除奥运会帆船比赛外，世界帆联还兴办帆船世界锦标赛，四年一届，项目与奥运会一致，参赛选手更多，还包括残疾人运动员组别的项目。在此之外，有一系列赛事被世界帆联列为特别赛事：美洲杯帆船赛、世界环球帆船赛、国际帆船大奖赛、世界帆船对抗巡回赛、星级帆船联赛、PWA世界风浪板巡回赛、GKA世界风筝板巡回赛、GWA世界风翼板巡回赛、IWSA世界风翼板竞速巡回赛、水翼週。在远洋赛方面，有一些赛事被世界帆联列为远洋大赛：世界环球帆船赛、巴塞罗那世界帆船赛、之路、横渡大西洋帆船赛、旺代环球航海赛。